# Altpreußisches Infanterieregiment No. 44 (1806)
Das Infanterieregiment mit der späteren Nummer No. 44 war ein von 1742 bis 1806 bestehendes Regiment zu Fuß der Preußischen Armee.

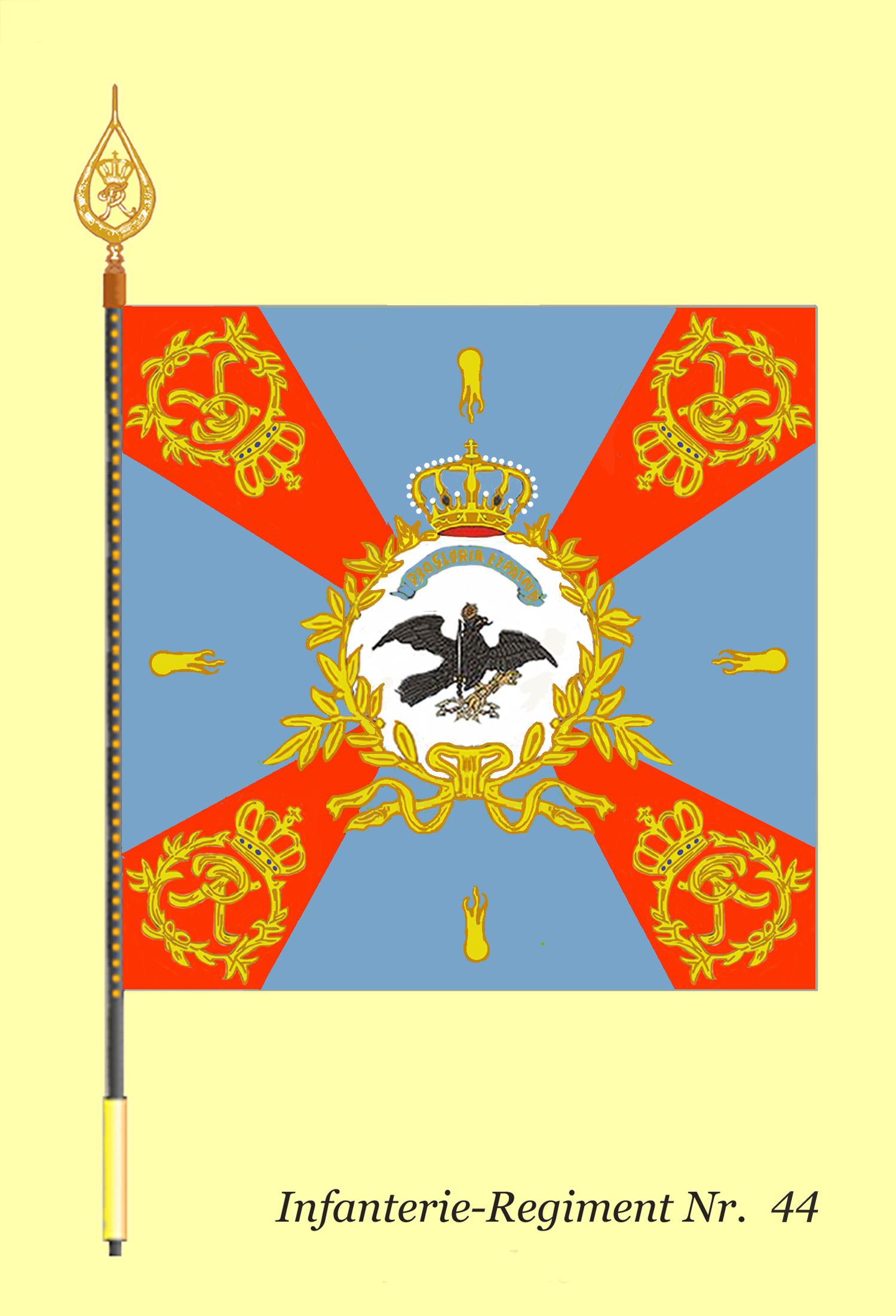
Regimentsfahne

## Geschichte
Das Regiment wurde im Januar 1742 aufgestellt und war bis 1804 in Wesel stationiert. Anschließend befand sich die Garnison bis zur Auflösung 1806 in Münster.
Es nahm 1744/45 während des Zweiten Schlesischen Krieges an der Einnahme von Torgau und der Schlacht bei Kesselsdorf teil. Im folgenden Siebenjährigen Krieg war es 1756/63 in die Kämpfe bei Pirna, Kolin, Breslau, Leuthen, Hochkirch und Reichenbach eingebunden. 1787 machte das Regiment den Einmarsch in Holland mit. Während des Krieges gegen das revolutionäre Frankreich 1792/95 kämpften die Grenadiere u. a. bei Famars und in den drei Schlachten bei Kaiserslautern. Im Vierten Koalitionskrieg nahm das Regiment an der Schlacht bei Jena teil und wurde Ende November 1806 durch die Kapitulation des Korps Le Coq in Hameln aufgelöst.

## Regimentschef
- 1742 Generalleutnant Friedrich Ludwig zu Dohna-Carwinden
- 1749 Oberst/Generalmajor Martin Eberhard von Jungkenn
- 1759 Oberst Rudolph August von Hoffmann
- 1760 Generalmajor Johann von Grant
- 1764 Oberst/Generalmajor/Generalleutnant Hans Christian von Brietzke
- 1779 Oberst Friedrich Wilhelm von Gaudi
- 1789 Oberst Franz Otto von Pirch
- 1791 Oberst August von Dohna-Lauck
- 1793 Generalmajor Franz Georg Gneomar von Kunitzky
- 1799 Oberst Ludwig von Strachwitz
- 1803 Oberst Christian Alexander von Hagken